# Yang Li (calciatrice)
Yang Li (楊麗T, 杨丽S, Yáng LìP; Lianyungang, 7 gennaio 1993) è una calciatrice cinese, attaccante del Jiangsu Suning e della nazionale cinese.

## Carriera

### Nazionale
Nel 2013 Yang viene convocata dalla federazione calcistica della Cina (CFA), chiamata dal Commissario tecnico Hao Wei per indossare la maglia della nazionale cinese in occasione della doppia amichevole del 24 e 27 novembre dove incontra l'Australia, perse entrambe rispettivamente 2-0 e 2-1, mentre l'anno seguente è inserita in rosa con la squadra che disputa l'edizione 2014 del Four Nations Tournament, con la quale debutta nel torneo il 13 ottobre segnando una doppietta nell'incontro vinto per 3-1 con il Messico.
Hao la convoca nuovamente per la Coppa delle nazioni asiatiche di Vietnam 2014, condivide il percorso della sua nazionale che conquistando il terzo posto accede al Mondiale di Canada 2015. Con sei reti in cinque partite, Yang condivide il titolo di capocannoniere del torneo con la nordcoreana Park Eun-sun.
Il CT la inserisce nella prima lista di 29 giocatrici redatta dalla federazione cinese il 17 aprile 2015, in seguito ridotta a 25 atlete il 14 maggio 2015. ma a causa di una serie di infortuni subiti prima dell'inizio del torneo non viene inserita nella rosa definitiva delle 23 calciatrici convocata inviata alla FIFA resa nota il 28 maggio 2015.
Con l'arrivo sulla panchina della nazionale dell'ex CT della Francia Bruno Bini, Yang vine chiamata per partecipare al torneo preolimpico femminile OFC 2016, condividendo con le compagne la conquista del secondo posto, dietro all'Australia, al terzo turno, riuscendo così ad accedere all'Olimpiade di Rio 2016. Yang è tra le 18 calciatrici scelte da Bini per partecipare al torneo, venendo impiegata in tutti i quattro incontri giocati dalla sua nazionale. La Cina, inserita nel gruppo E, chiude la fase a gironi al secondo posto con 4 punti, gli stessi della Svezia ma grazie a una migliore differenza reti, perdendo per 3-0 la partita con le padrone di casa del Brasile, vincendo la successiva per 2-0 con il Sudafrica e pareggiando a reti inviolate quella con le scandinave. Accede così ai quarti di finale incontrando la Germania, che poi si aggiudicherà la medaglia d'oro, che la elimina dal torneo grazie alla vittoria delle tedesche per 1-0. Bini continua a convocarla fino alla scadenza del suo accordo con la federazione cinese, inserendola in rosa con la squadra che disputa l'edizione 2017 dell'Algarve Cup, dove la Cina conclude con un modesto decimo posto ottenuto perdendo per 2-1 la finalina con l'Islanda.
Con il cambio della panchina della nazionale, affidata all'islandese Sigurður Ragnar Eyjólfsson, le sue presenze si fanno meno numerose. Convocata per l'edizione della Coppa dell'Asia orientale di Giappone 2017 il CT non la utilizza per tutto il torneo, mentre le sue presenze si limitano a due amichevoli disputate nel giugno 2018, sconfitta 1-0 con gli Stati Uniti, e maggio 2019, sconfitta con la Francia 2-1.
Nel 2019 il nuovo selezionatore della nazionale Jia Xiuquan la inserisce nella lista delle 23 calciatrici convocate che affrontano la fase finale del Francia 2019.

## Palmarès

### Club
- Campionato cinese: 1

Jiangsu Suning: 2019

### Individuale
- Capocannoniere della Coppa d'Asia: 1

Vietnam 2014 (6 reti, a pari merito con Park Eun-sun)